# Người bán vải

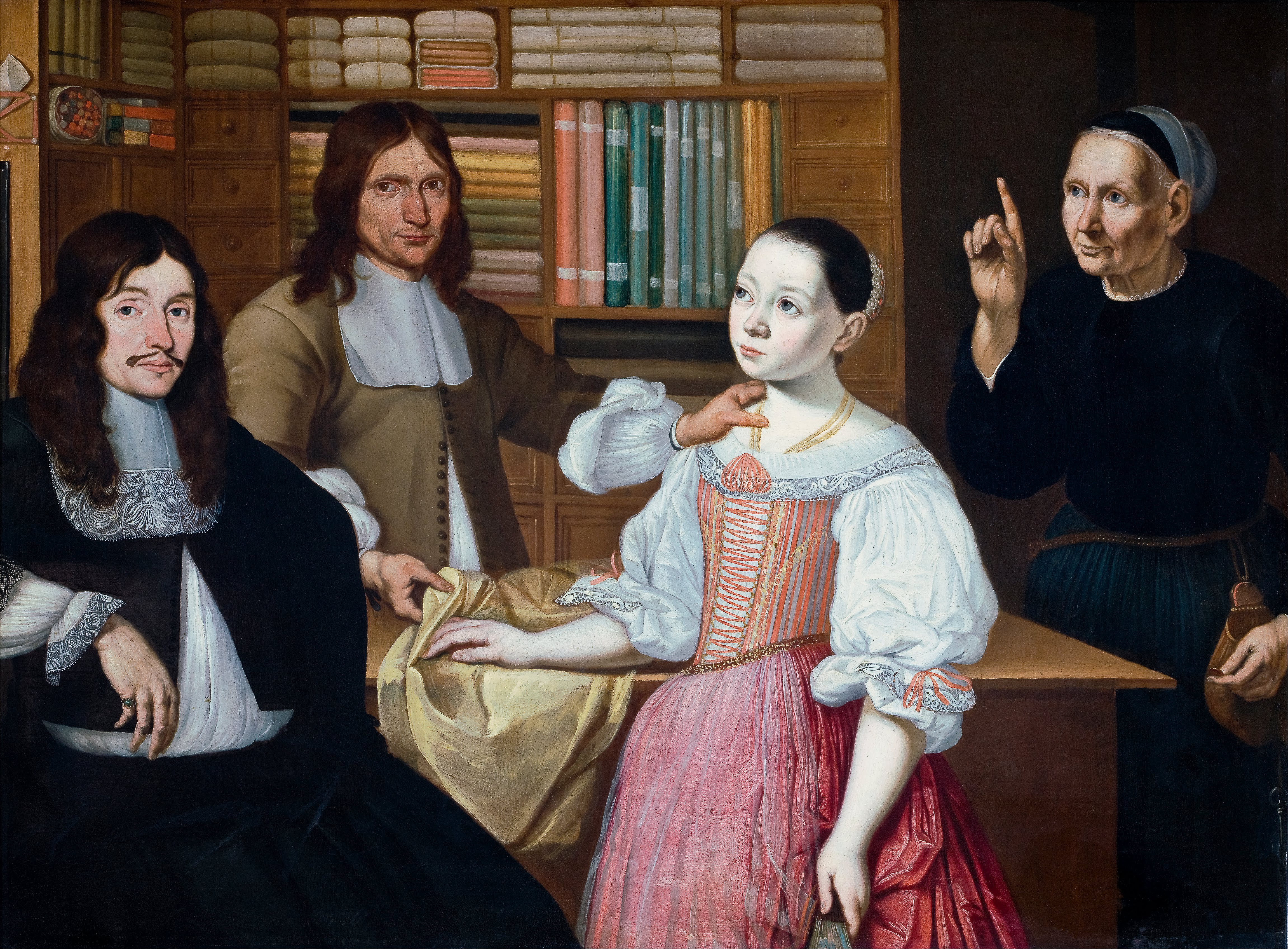
Trong cửa hàng bán vải của Adriaen Bloem

Người bán vải ban đầu là một thuật ngữ cho một nhà bán lẻ hoặc bán buôn vải chủ yếu cho quần áo. Một người bán vải có thể bổ sung hoạt động như một thương gia vải hoặc một người bán kim chỉ.

## Lịch sử
Người bán vải là một bang hội thương mại quan trọng trong thời trung cổ, khi những người bán vải hoạt động từ các cửa hàng của người bán vải.   Tuy nhiên, ý nghĩa ban đầu của thuật ngữ này phần lớn đã không còn được sử dụng.
Năm 1724, Jonathan Swift đã viết một loạt các cuốn sách nhỏ châm biếm trong vỏ bọc của một người bán vải được gọi là Thư của Drapier.

## Người bán vải trong lịch sử

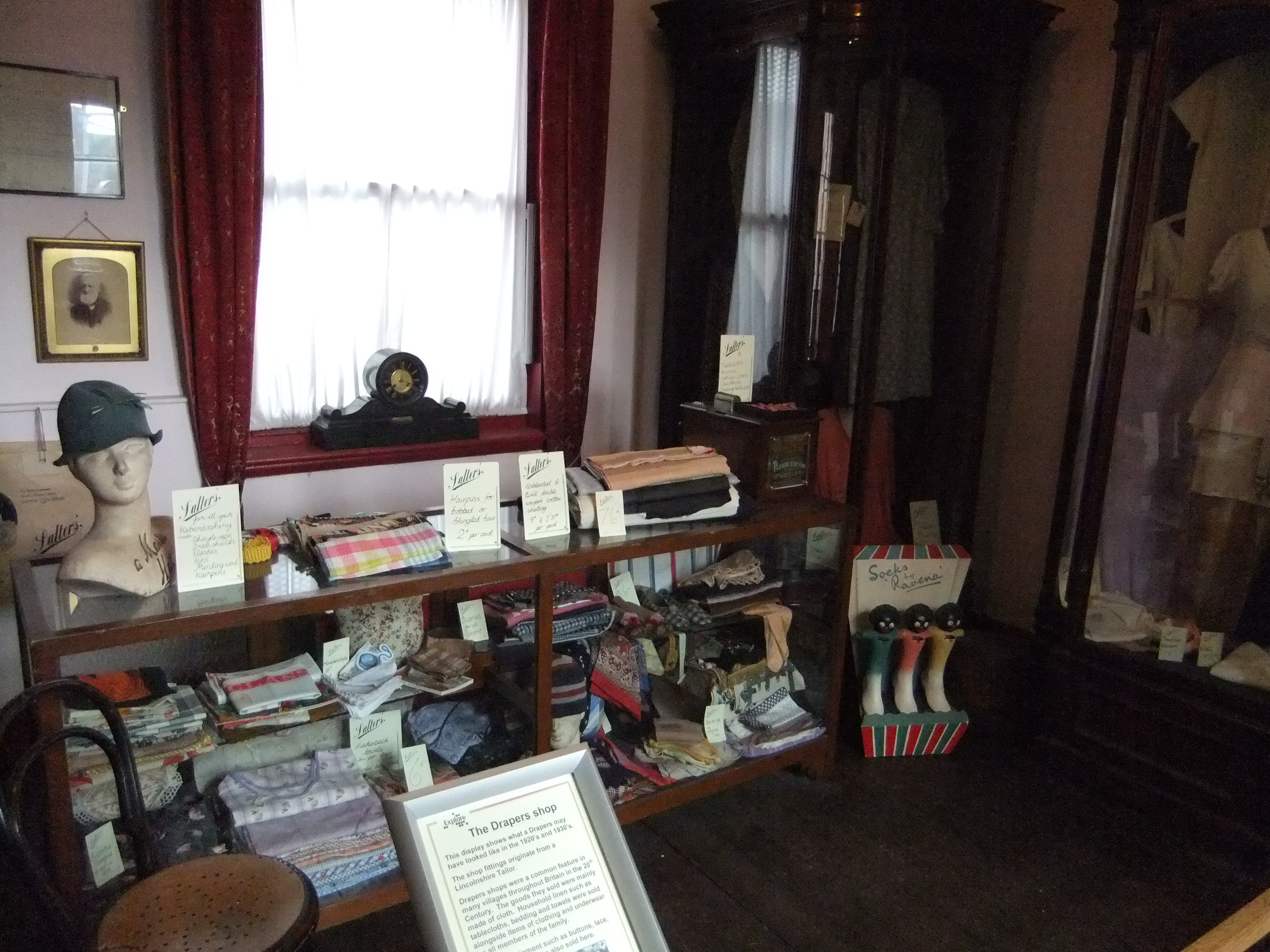
Cửa hàng bán đồ sao chép tại Bảo tàng Cuộc sống Lincolnshire, Lincoln, Anh

Một số người đáng chú ý có lúc này hay lúc khác làm việc như những người bán vải bao gồm:
- Ngài Thomas Adams, Nam tước thứ 1
- William Barley
- Norman Birkett
- Margaret Bondfield
- Eleanor Coade (1733 Từ1821), nữ doanh nhân thành đạt với đá Coade
- Harry S. Truman, người bán kim chỉ trước khi trở thành Thượng nghị sĩ, Phó tổng thống và Tổng thống
- Antonie van Leeuwenhoek
- John Spedan Lewis
- Anthony Munday
- Thomas Burberry, người sáng lập thương hiệu thời trang "Burberry"
- HG Wells
- Edward Whalley, người tự tử, anh em họ của Oliver Cromwell
- George Williams, người sáng lập YMCA [1]
- John Woodward, nhà địa chất và bác sĩ của Vua Charles II
- John Graunt, người sáng lập khoa học nhân khẩu học

## Sử dụng hiện tại
Một người bán vải hiện được xác định là một vai trò có tay nghề cao trong ngành công nghiệp thời trang. Thuật ngữ này được sử dụng trong một xưởng thiết kế thời trang hoặc thiết kế trang phục cho những người được giao nhiệm vụ tạo ra các sản phẩm may mặc hoặc các mẫu bằng cách treo vải lên trên một mẫu váy; treo lên sử dụng một hình dạng con người để định vị vật lý vải thành một mô hình mong muốn. Đây là một phương pháp thay thế cho soạn thảo, khi ban đầu quần áo được xử lý từ các phép đo trên giấy.
Một người thợ may thời trang cũng có thể được gọi là "người đầu tiên" bởi vì họ thường là người sáng tạo lành nghề nhất trong xưởng và là "người đầu tiên" làm việc với vải cho quần áo. Tuy nhiên, một người đầu tiên trong một studio trang phục thường là một trợ lý cho người thợ may. Họ chịu trách nhiệm cắt vải với các mẫu và hỗ trợ phụ kiện trang phục.